# Hieronim Konstanty Trojanowski
Hieronim Konstanty Trojanowski herbu Szeliga – chorąży większy łęczycki w latach 1640-1644.
Poseł na sejm 1642 roku.